# Magasles (könyvsorozat)
A Magasles a Parnasszus folyóirat által 2001-ben indított könyvsorozat, amiben kritika-, esszé- és tanulmánykötetek jelennek meg fiatal szerzőktől, illetve fiatal szerzőkről.

## A sorozat eddigi kötete
- Prágai Tamás: A teraszon vidám társaság – Tanulmányok a mai magyar költészetről (tanulmányok és bírálatok) (2001)
- Lackfi János: Fájdalmas matematika (2004)
- Bodor Béla: Alakok (irodalmi tanulmányok) (2006)
- Vilcsek Béla: A telített pillanat (elemzések, értelmezések, életpályák) (2006)
- Vass Tibor: Felhasznált irodalom (recenziók) (2007)
- Bodor Béla: Líra? Mi lenne az? (tanulmányok, előadások, esszék a líra elmélete és a mai magyar költészet tárgyköréből) (2010)
- Jánossy Lajos: Ebedli a kezdőkörben (2011)
- Borbély Szilárd: Hungarikum-e a líra? (esszék, kritikák) (2012)
- Kabdebó Lóránt: Centrum és redivivus (2012)